# 新罗马 (城市)
新罗马（希臘語：Νέα Ῥώμη，羅馬化：Nea Romē）是羅馬皇帝君士坦丁在博斯普鲁斯海峡欧洲海岸建立的帝国新首都的名称，因此也被稱为君士坦丁堡，君士坦丁堡的重建自326年持续到了330年，其规模宏大，部分格局仿造了罗马城。在此之前，此地曾为古城拜占庭。「君士坦丁堡」这一名称沿用至20世纪，后改称伊斯坦布尔，此后「新罗马」再未成为官方名称，但有时也被作为这座城市的美称，用来和罗马城进行比较。
「新罗马」这一名称如今仍在东正教君士坦丁堡普世牧首的正式头衔中出现。